# Pterodecta felderi
Pterodecta felderi is een vlinder uit de familie van de Callidulidae. De wetenschappelijke naam van de soort is voor het eerst geldig gepubliceerd in 1864 door Bremer.